# Río Smoky Hill
El río Smoky Hill (Smoky Hill River) es un largo río de Estados Unidos, la mayor de las fuentes del río Kansas, a su vez afluente del río Misuri. Tiene unos 901 km de longitud y drena un área de 51.783 km²
(similar a la de países como Bosnia y Herzegovina y Costa Rica).
Administrativamente, el río discurre íntegramente por el estado de Kansas, aunque sus fuentes nacen en el estado de Colorado.

## Geografía
El río Smoky Hill nace en la confluencia de dos ríos (el North Fork y el South Fork), cerca de la pequeña localidad de Russell Springs (32 hab. en 2000). Sus dos fuentes nacen en las altas llanuras del este de Colorado, al norte de Cheyenne Wells, en el condado de Cheyenne y ambas se dirigen siguiendo un curso bastante paralelo en dirección este y, tras entrar en Kansas, se unen en Russell Springs. (En algunos Atlas se suele considerar que el South Fork es parte del río Smoky Hill, como hace también el Google Maps).
El río Smoky Hill discurre en dirección principalmente este, por el centro de Kansas, un largo tramo en el que no atraviesa ninguna ciudad de importancia. Llega hasta el embalse de Cedar Bluff y sigue hacia el Este, en un curso muy sinuoso con amplios meandros. Pasa por Ellsworth (2965 hab.), y llega nuevamente a otro tramo en el que está embalsado, el del lago Kanapolis (1948). (Esta presa forma parte del programa de control y prevención de inundaciones del río Misuri, Missouri River Basin project.) Sigue luego el río por Marquette (542 hab.) y llega hasta Lindsborg (3.321 hab.), donde vira hacia el norte, un corto tramo que termina al llegar a la localidad de Salina (45.679 hab.), la principal de todo su recorrido. Vira nuevamente hacia el Este y al poco recibe por la izquierda a uno de sus más importantes afluentes, el río Saline (639 km). Poco más abajo, muy cerca de la ciudad de Solomon, recibe, también por la izquierda, a su otro gran tributario, el homónimo río Solomon (de solamente 296 km, aunque llega hasta los 647 km si se consideran los 351 km de su principal fuente, el North Fork Solomon). Tras atravesar Abilene (6.543 hab.) finalmente llega a Junction City (18.886 hab.), donde se une, también por la izquierda, con el río Republican, para dar nacimiento al río Kansas, uno de los afluentes del río Misuri. 
Las dos presas del río, además de para controlar las avenidas y evitar inundaciones, se utilizan también para generar energía hidroeléctrica y para el riego.

## Nombres
El río era conocido por los antiguos nativos como Chetolah y Okesee-Sebo. En algunos mapas de los pioneros exploradores europeos aparece como el río de los Padoucas (a veces en combinación con el río Kansas), con el nombre que le daba la tribu comanche. 
El Servicio Geológico de Estados Unidos (USGS) enumera una serie de variantes para el río Smoky Hill, incluyendo río Chitolah, Fork of the Hill Buckaneuse, La Fourche de la Cote Boucaniere, La Touche de la Cote Bucanieus, Manoiyohe, Pe P'a, río Sand, río Shallow, arroyo Smoky, Branche de la Montagne a la Fumee, Ka-i-urs-kuta, río Oke-see-sebo y Rahota katit hibaru, entre otros.

## Trivia
En sus orillas fue descubierto en 1872 un fósil de Claosaurus, que fue nombrado como Hadrosaurus agilis.